# Campeonato Cambojano de Futebol
O Campeonato Cambojano de Futebol, em nome original C-League, é a principal competição de futebol da Camboja. É também conhecida como C-League. O campeão recebe uma vaga para disputar a Copa da AFC.

## Formato
O Campeonato Cambojano de Futebol é disputado entre 10 equipes de forma que todos jogam contra todos. Quatro equipes se classificam para a fase final, enquanto as duas equipes com menor número de pontos são rebaixadas. O campeão ganha o direito de representar o país na Copa Dos Presidentes da AFC, competição que reúne equipes de vários países da Ásia.

## Participantes  na temporada 2019
- Angkor Tiger
- Asia Euro United
- Boeung Ket
- Electricite Du Cambodge
- Kirivong Sok Sen Chey
- Kompang Cham
- NagaWorld
- National Defense Ministry
- Phnom Penh Crown
- Police Commissary
- Soltilo Angkor
- Sport Acadamy
- Svay Rieng
- Visakha

## Lista de campeões
Fonte:

### 1983–2004
| - 1982: Ministry of Commerce - 1983: Ministry of Commerce - 1984: Ministry of Commerce - 1985: Ministry of Defense - 1986: Ministry of Defense - 1987: Ministry of Health - 1988: Kampong Cham Province - 1989: Ministry of Transports - 1990: Ministry of Transports - 1991: Dept. of Municipal Constructions - 1992: Dept. of Municipal Constructions - 1993: Ministry of Defense | - 1994: Civil Aviation - 1995: Civil Aviation - 1996: Body Guards Club - 1997: Body Guards Club - 1998: Royal Dolphins - 1999: Royal Dolphins - 2000: Nokorbal Cheat - 2001: not played - 2002: Samart United (Phnom Penh Crown) - 2003: not played - 2004: not played |

### Cambodian League desde 2005
| - 2005: Khemera - 2006: Khemera - 2007: Nagaworld - 2008: Phnom Penh Empire (Phnom Penh Crown) - 2007: Nagaworld - 2010: Phnom Penh Crown - 2011: Phnom Penh Crown - 2012: Boeung Ket Rubber Field (Boeung Ket Angkor) | - 2013: Svay Rieng - 2014: Phnom Penh Crown - 2015: Phnom Penh Crown - 2016: Boeung Ket Angkor - 2017: Boueng Ket Angkor - 2018: Nagaworld - 2019: Svay Rieng |

## Títulos por equipe
| Equipe                 | Títulos | Anos dos Títulos                    |
| ---------------------- | ------- | ----------------------------------- |
| Phnom Penh Crown       | 6       | 2002, 2008, 2010, 2011, 2014 e 2015 |
| Boueng Ket Angkor      | 3       | 2012, 2016 e 2017                   |
| Nagaworld              | 3       | 2007, 2009 e 2018                   |
| Ministry of Commerce   | 3       | 1982, 1983 e 1984                   |
| Ministry of Defense    | 3       | 1985, 1986 e 1993                   |
| Khemera                | 2       | 2005 e 2006                         |
| Body Guard Club        | 2       | 1996 e 1997                         |
| Civil Aviation         | 2       | 1994 e 1995                         |
| DM Constructions       | 2       | 1991 e 1992                         |
| Ministry of Transports | 2       | 1989 e 1990                         |
| Royal Dolphins         | 2       | 1998 e 1999                         |
| Svay Rieng             | 1       | 2013                                |
| Kampong Cham Province  | 1       | 1988                                |
| National Police        | 1       | 2000                                |
| Ministry of Health     | 1       | 1987                                |